# Trofeo Masferrer
Le Trofeo Masferrer  est une ancienne course cycliste disputée en Espagne de 1932 à 1994. De 1963 à 1967, c'était une étape de la Semaine catalane.

## Palmarès
| Année                   | Vainqueur                  | Deuxième                     | Troisième                    |
| ----------------------- | -------------------------- | ---------------------------- | ---------------------------- |
| 1932                    | Mariano Cañardo            | Josep Campamà                | Ricardo Ferrando             |
| 1933                    | Mariano Cañardo            | Isidro Figueras              | Antonio Escuriet             |
| 1934                    | Isidro Figueras            | José Nicolau                 | Enrique Cortés               |
| 1935                    | Luigi Ferrando             | Antonio Destrieux            | Vicente Trueba               |
| 1936                    | Antonio Prior              | Mariano Cañardo              | Juan Mayol                   |
| 1940                    | Antonio Andrés Sancho      | Juan Gimeno                  | Fernando Murcia              |
| 1941                    | Fernando Murcia (es)       | Antonio Andrés Sancho        | Delio Rodríguez              |
| 1942                    | Fernando Murcia            | Martín Mancisidor            | Antonio Andrés Sancho        |
| 1943                    | Julián Berrendero          | Antonio Andrés Sancho        | Delio Rodríguez              |
| 1944                    | Antonio Andrés Sancho      | Martín Mancisidor            | Fernando Murcia              |
| 1945                    | Enric Armengol             |                              |                              |
| 1946                    | Miguel Gual                | Victorio Ruiz                | José Escolano Sanchez        |
| 1947                    | Miguel Gual                | Dalmacio Langarica           | Joaquín Olmos                |
| 1948                    | Non disputé                | Non disputé                  | Non disputé                  |
| 1949                    | Miguel Bover               | Emilio Rodríguez             | Bernardo Ruiz                |
| 1950                    | Francisco Masip            | José Vidal Porcar            | Antonio Gelabert             |
| 1951                    | Manuel Rodríguez           | Miguel Poblet                | Bernardo Ruiz                |
| 1952                    | Francisco Alomar           | Bernardo Capó                | Juan Escolá                  |
| 1953                    | Hortensio Vidaurreta       | Vicente Iturat               | Bernardo Ruiz                |
| 1954                    | Miguel Poblet              | Miguel Bover                 | Manuel Rodríguez             |
| 1955                    | Gabriel Company            | Vicente Iturat               | Francisco Masip              |
| 1956                    | Francisco Masip Llop       | Antonio Bertrán Panadés      | Juan Campillo                |
| 1957                    | Vicente Iturat             | Juan Crespo Hita             | Francisco Moreno Martínez    |
| 1958                    | Juan Crespo Hita           | Gabriel Company              | Fernando Manzaneque          |
| 1959                    | Gabriel Company            | Antonio Karmany              | Miguel Pacheco               |
| 1960                    | Francisco Moreno Martínez  | Gabriel Mas Arbona           | Aniceto Utset                |
| 1961-1962 : Non disputé |                            |                              |                              |
| 1963                    | Adolf de Waele             | Sebastián Elorza             | Ramón Mendiburu              |
| 1964                    | Jaime Alomar               | Antonio Gómez del Moral      | Eusebio Vélez                |
| 1965                    | Antonio Bertrán Panadés    | Francesc Tortellà            | Rafael Carrasco              |
| 1966                    | Manuel Martín Piñera       | Esteban Martín               | José Manuel Lasa             |
| 1967                    | Jaime Alomar               | José Pérez Francés           | Domingo Perurena             |
| 1968                    | Dino Zandegù               | José Samyn                   | Bruno Mealli                 |
| 1969                    | Dino Zandegù               | Antonio Gómez del Moral      | Cipriano Chemello            |
| 1970                    | Ramón Sáez                 | Franco Bitossi               | Marc Sohet                   |
| 1971                    | Domingo Perurena           | Ramón Sáez                   | Marc Sohet                   |
| 1972                    | Francisco Galdós           | Santiago Lazcano             | José Luis Abilleira          |
| 1973                    | Javier Elorriaga           | José Gómez Lucas             | Germán Martín                |
| 1974                    | Domingo Perurena           | Andrés Oliva                 | Javier Elorriaga             |
| 1975                    | Domingo Perurena           | Javier Elorriaga             | Eddy Peelman                 |
| 1976                    | Félix Suárez               | Joseph Fuchs                 | Custodio Mazuela             |
| 1977                    | José Luis Viejo            | José Manuel García Rodríguez | Pedro Vilardebo              |
| 1978                    | Miguel Mari Lasa           | Jesús Suárez Cueva           | Pedro Torres                 |
| 1979                    | Antoine Gutierrez          | Rafael Ladrón de Guevara     | Salvador Gálvez              |
| 1980                    | Juan Martín Ocaña          | Lorenzo Vidal                | Jesús Suárez Cueva           |
| 1981                    | Daniel Gisiger             | Vicente Belda                | José Luis Rodríguez Inguanzo |
| 1982                    | Pedro Muñoz                | Antonio Coll                 | Vicente Belda                |
| 1983                    | Julián Gorospe             | Ángel Ocaña                  | Miguel Ángel Iglesias        |
| 1984                    | Alberto Fernández Blanco   | Jesús Suárez Cueva           | Miguel Ángel Iglesias        |
| 1985                    | Noël Dejonckheere          | Alfonso Gutiérrez            | Jesús Suárez Cueva           |
| 1986                    | Antonio Esparza            | Noël Dejonckheere            | José Luis Laguía             |
| 1987                    | Roberto Córdoba            | Rubén Gorospe                | Mathieu Hermans              |
| 1988                    | Mathieu Hermans            | Antonio Esparza              | Miguel Ángel Iglesias        |
| 1989                    | Casimiro Moreda (es)       | Marino Alonso                | Álvaro Mejía                 |
| 1990                    | Enrique Aja                | Neil Stephens                | Edgar Corredor               |
| 1991                    | Malcolm Elliott            | Américo Silva                | Julio César Ortegón          |
| 1992                    | Mario Manzoni              | Mathieu Hermans              | Kenneth Weltz                |
| 1993                    | José Luis Rodríguez García | Alfonso Gutiérrez            | Assiat Saitov                |
| 1994                    | Ángel Edo                  | Assiat Saitov                | Davide Bramati               |